# Vollenburg
Vollenburg (Vollenberg) ist ein Gewann in Kleinkems, einem Ortsteil der Gemeinde Efringen-Kirchen im Landkreis Lörrach (Baden-Württemberg). Aufgrund von Fehlinterpretationen wurde lange angenommen, dass hier im Mittelalter eine Burg stand, die man als Vollenburg bezeichnete.

## Geschichte
Am 3. September 1301 trat Abt Berthold II. von St. Blasien einen Teil des Berges Vollenberg an den Basler Bischof Peter von Aspelt ab. Der Abt ließ sich vom Bischof zusichern, dass auf dem übertragenen Gelände niemals eine Burg erbaut werden sollte.
Bei späteren Chronisten wurde vermutlich aus diesem Dokument abgeleitet, dass es auf dem Gewann eine Burg gab.
In neueren Abhandlungen kommt man zu gänzlich anderen Schlussfolgerungen: „Bei der Überprüfung der originalen Quellenlage ergeben sich allerdings keinerlei Hinweise, dass die Burg überhaupt existierte.“
Das Gelände wurde als Kalksteinbruch ausgebeutet, wobei etwa 1966 ein alter Bergwerksstollen freigelegt wurde, der vermutlich dem mittelalterlichen bis neuzeitlichen Bohnerzabbau diente.

## Sage
Einer Sage nach war die Vollenburg eine Raubritterburg die als Basis für die Ausraubung der Reisenden im Rheintal diente. Nachdem auch ein italienischer Bischof auf seiner Reise von Basel nach Breisach überfallen wurde, zerstörten die Basler die Vollenburg. Der Raubritter entkam, weil er die Verfolger durch umgekehrt angebrachte Hufeisen über seinen Fluchtweg täuschte.